# Arthur Lloyd (misionero)
Arthur Lloyd (10 de abril de 1852 - 27 de octubre de 1911) fue ministro de la Iglesia de Inglaterra, miembro y decano de Peterhouse, Cambridge, académico, traductor y biógrafo. También sirvió como misionero anglicano en Japón.

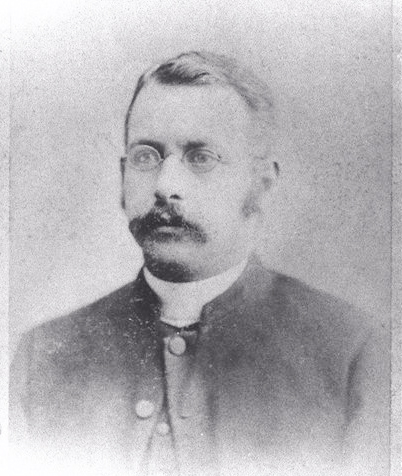
Arthur Lloyd

## Su vida en Inglaterra
Lloyd nació en Shimla, India británica en 1852, hijo del mayor Frederick Lloyd, de la Infantería Nativa de Bengala. Fue educado en Brewood Grammar School, Staffordshire, St John's College y Peterhouse, Cambridge, donde obtuvo un título de primera categoría en Clásicos en 1874.
Lloyd fue consagrado diácono en 1875 y sacerdote en 1876, en la Iglesia de Inglaterra, por William Jacobson, el obispo de Chester. Se desempeñó como coadjutor en St. Barnabas, Liverpool de 1875 a 1876 y posteriormente en Sta. María la Grande, Cambridge de 1877 a 1879. Fue nombrado miembro y decano de Peterhouse de 1877 a 1879. Inmediatamente antes de partir hacia Japón, se desempeñó conjuntamente como rector de la parroquia de Norton y vicario de Hunstanton, Norfolk. Estaba casado, tenía dos hijos y una sobrina adoptiva.

## Misionero en Japón
Lloyd llegó a Japón en 1884 como misionero de la Sociedad para la Propagación del Evangelio.
Además de su trabajo misionero en la iglesia, Lloyd ocupó varios puestos en Japón como académico en la Universidad de Keio, profesor en la Universidad Imperial y en la Escuela de Guerra Naval. De 1897 a 1903, Lloyd se desempeñó como presidente de la Universidad de Rikkyo.
Lloyd fue un miembro activo de la Sociedad Asiática de Japón, de la que fue presidente de 1903 a 1905 y antes, durante muchos años, bibliotecario. Gran parte de los primeros estudios de Lloyd sobre el budismo japonés se publicaron en la revista Transactions de la Sociedad Asiática de Japón.
Los restos de Lloyd descansan en el cementerio de Aoyama.

## Publicaciones
- Desarrollo del budismo japonés, 1894
- Vida del Almirante Togo, 1905
- Los rezos de Amida: siete sermones budistas, 1907
- El trigo entre la cizaña: estudios del budismo en Japón, 1908
- El Japón cotidiano: escrito después de veinticinco años de residencia y trabajo en el país, 1909
- Shinran y su obra: estudios de teología Shinshu, 1910
- El credo de la mitad del Japón, bosquejos históricos del budismo japonés, 1911